# Сврачица
Сврачица је насељено мјесто на подручју града Глине, Банија, Република Хрватска.

## Историја
Сврачица се од распада Југославије до августа 1995. године налазила у Републици Српској Крајини.

## Становништво
| Националност       | 1991.        |
| Хрвати             | 134 (97,81%) |
| Срби               | 3 (2,18%)    |
| Југословени        |              |
| остали и непознато |              |
| Укупно             | 137          |

| Демографија | Демографија | Демографија |
| Година      | Становника  | Становника  |
| ----------- | ----------- | ----------- |
| 1961.       | 265         |             |
| 1971.       | 241         |             |
| 1981.       | 173         |             |
| 1991.       | 137         |             |
| 2001.       | 89          |             |
| 2011.       |             | 44          |